# Hemisphaerius biarcuatus
Hemisphaerius biarcuatus är en insektsart som beskrevs av Melichar 1906. Hemisphaerius biarcuatus ingår i släktet Hemisphaerius och familjen sköldstritar. Inga underarter finns listade i Catalogue of Life.